# أليس كيمبل سميث
أليس كيمبل سميث (بالإنجليزية: Alice Kimball Smith)‏ هي كاتِبة أمريكية، ولدت في 1907 في أوك بارك في الولايات المتحدة، وتوفيت في 2001.